# Projeto de Jorge Wilheim para o Plano Piloto de Brasília
O Projeto de Jorge Wilheim para o Plano Piloto de Brasília foi um dos projetos submetidos ao Concurso Nacional do Plano Piloto da Nova Capital do Brasil, tendo sido a proposta de número 3. Foi feito por uma equipe liderada pelo arquiteto e urbanista ítalo-brasileiro Jorge Wilheim.
Jorge liderou uma equipe interdisciplinar formada por diversos amigos como Maurício Segall, Pedro Paulo Poppovic, José Meiches, Riolando Silveira, Péricles de Amaral Botelho, Alfredo Gomes Carneiro e os primeiros integrantes da Jorge Wilheim Consultores Associados, Rosa Grena Kliass, Arnaldo Tonissi e Odiléia Setti.

## Antecedentes
A transferência da capital federal do Rio de Janeiro para uma nova cidade no Planalto Central havia se tornado a meta-síntese do governo do presidente Juscelino Kubitschek. Tendo vencido as resistências políticas e as burocracias, o presidente pediu ao arquiteto Oscar Niemeyer que projetasse a nova capital. Entretando, Niemeyer se negou a fazer o projeto urbanístico, ficando apenas com os edifícios. Para projetar a cidade, Niemeyer sugere a criação de um concurso nacional com a participação do Instituto de Arquitetos do Brasil, o que é aceito por Juscelino.
Assim, em 1956 é anunciado o Concurso Nacional do Plano Piloto da Nova Capital do Brasil, com o edital da Companhia Urbanizadora da Nova Capital (Novacap) estabelecendo as regras que incluíam, por exemplo, que a cidade fosse projetada para 500 mil habitantes e a localização da área de cinco mil quilômetros quadrados. 62 concorrentes participaram do concurso, com 26 propostas apresentadas, entre elas a equipe de Jorge Wilheim, que estava animado com a ideia do concurso após o projeto urbanístico de Angélica, uma cidade no Mato Grosso do Sul, feito pouco tempo antes.

## Proposta
Jorge Wilheim contou com os diversos profissionais para contar com informações úteis para o projeto. Mauricio Segall e Pedro Paulo Poppovic trabalhavam, respectivamente, com a estimativa populacional e a composição social dos futuros moradores. José Meiches, especializado em engenharia hidráulica, imaginava o saneamento, Riolando Silveira e Péricles de Amaral Botelho pensavam na eletricidade e o próprio Wilheim do projeto urbanístico em si.
A proposta criava um parque cultural no centro cívico, e os ministérios distribuídos em uma avenida circular. O formato circular se repetir na mancha urbana, que começaria em prédios em altura mais ao centro e iria descendo o gabaritos das edificações até as casas de um pavimento, chegando a um parque que também seria circular. Na parte central também ficaria o setor comercial, próximo aos prédios em altura e os ministérios. Uma proposta de misturar uma porção comercial no meio do setor residencial, vinda do plano de Angélica, também fez parte da proposta.